# جون فردريك لويس

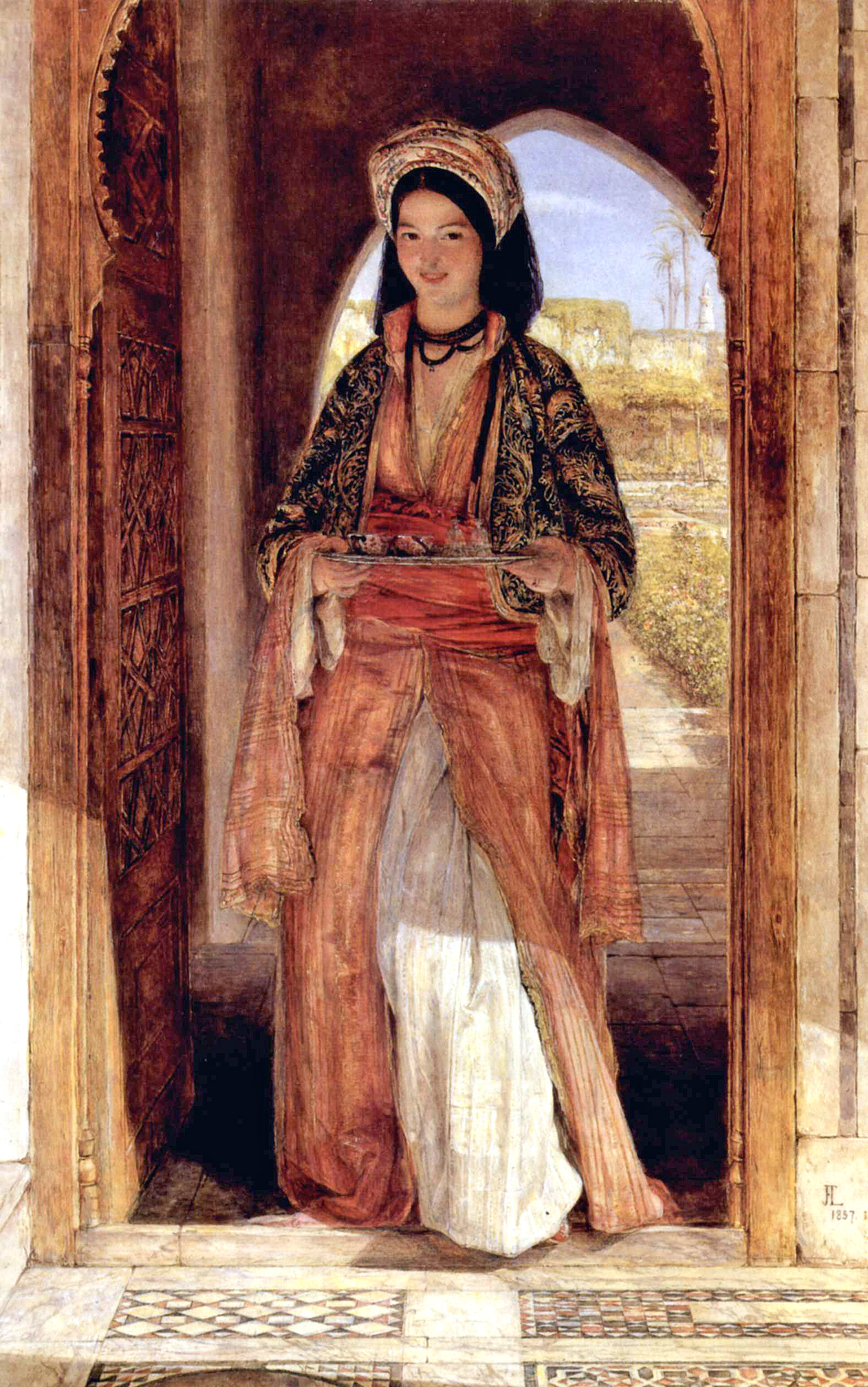
حامل القهوة (1857)

جون فردريك لويس (بالإنجليزية: John Frederick Lewis)‏ (عاش 14 يوليو 1805 – 15 أغسطس 1876) كان مصوراً إنكليزياً مستشرقاً. تخصص في المناظر الشرقية والمتوسطية، وكثيراً ما تميز بتفاصيل رائعة بألوان مائية. كان ابن فردريك كرستيان لويس (1779-1856)، النقاش ومصور المناظر الطبيعية.
عاش لويس في إسبانيا بين 1832 و1834. وعاش في القاهرة بين 1841 و1850، حيث رسم العديد من الاسكتشات التي حولها إلى لوحات حتى بعد عودته إلى إنكلترة في 1851. عاش في والتون-اون-ثيمز حتى وفاته.
أصبح لويس رفيقاً للأكاديمية الملكية (ARA) عام 1859 وعضواً (an RA) عام 1865.
وبعد أن كان منسياً لعقود، أصبح يمثل أحدث صيحة فنية، وبالتالي ارتفع سعر لوحاته، بدءاً من عقد 1970 وأعماله الجيدة الآن تباع بملايين الدولارات في المزادات.

## رسومه
- رأس فتاة أسبانية ترتدي منديلاً، ح. 1838
- فلاحان من جنوب إيطاليا يلعبان موسيقى القرب، 1839-40

## لوحاته الشرقية

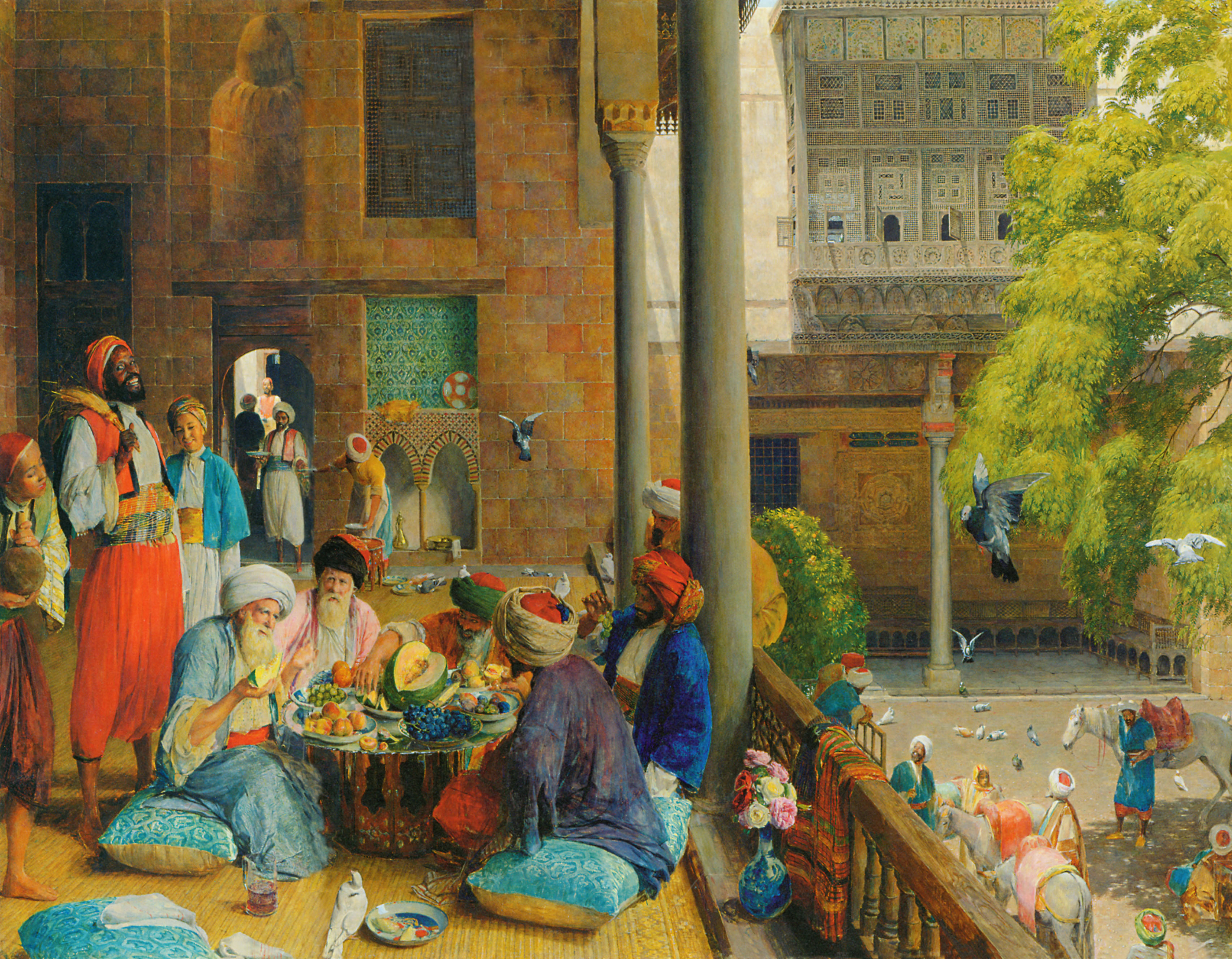
فناء أحد المنازل بالقاهرة عام 1875
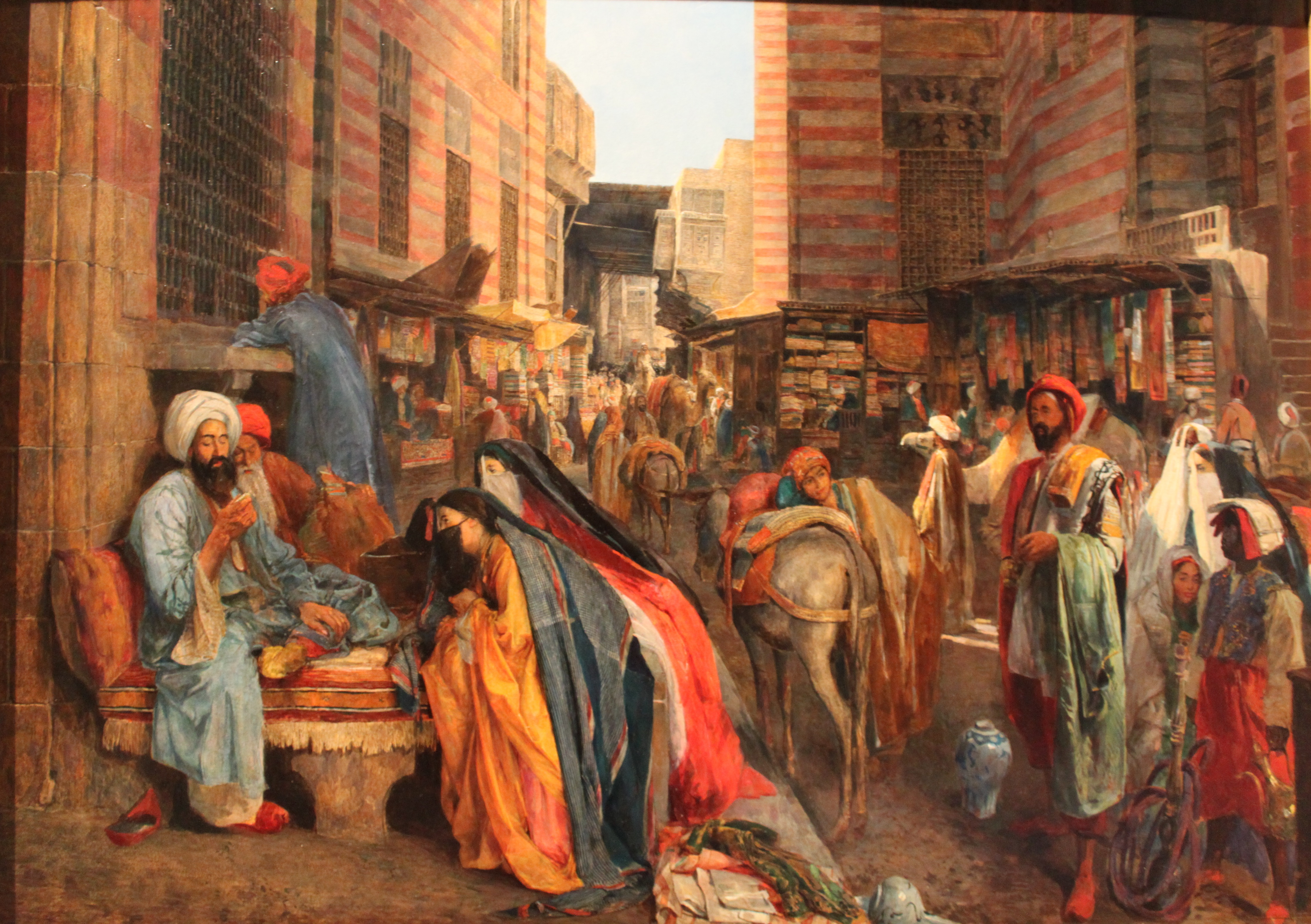
شارع ومسجد الغوري بالقاهرة عام 1875

## روابط خارجية
- جون فردريك لويس على موقع ميوزك برينز (الإنجليزية)